# Ferdynand Sabaudzki
Ferdynand Maria Albert Amadeusz Filibert Wincenty Sabaudzki (wł. Ferdinando Maria Alberto Amedeo Filiberto Vincenzo di Savoia) (ur. 15 listopada 1822 we Florencji, zm. 10 lutego 1855 w Turynie) – książę Genui od 1831.
Urodził się jako drugi syn przyszłego króla Sardynii Karola Alberta i jego żony arcyksiężnej austriackiej Marii Teresy. Jego starszym bratem był pierwszy król zjednoczonych Włoch Wiktor Emanuel II.

## Od zwycięstwa pod Peschiera do wyboru na króla Sycylii
Po wypowiedzeniu przez Królestwo Sardynii wojny Cesarstwu Austriackiemu 23 marca 1848 r., Karol Albert oddał komendę nad artylerią Ferdynandowi, i wspieranego przez generała Domenico Chiodo, skierował do oblężenia Peschiera'y.
W dniu 18 maja otworzył ogień do wojsk austriackich w Peschiera del Garda. Po trzech dniach bombardowania, armii Sabaudii udało się doprowadzić do poważnych trudności w siłach wroga. W dniu 26 maja Ferdynand zaproponował bezwarunkowe poddanie generałowi von Rath, który po dwudziestu czterech godzin odmówił i kontynuował swój opór w oczekiwaniu na wsparciu generała Józefa Radetzky’ego z kierunku Rivoli Veronese.
W dniu 29 maja, wybuchła bitwa pod Curtatone i Montanara; od Rivoli pochodziła kolumna wojsk austriackich, ale nie dotarła do miejsca przeznaczenia, ponieważ obszar ten był dobrze chroniony przez włoskich ochotników. Austriacy zostali następnie zmuszeni do odwrotu. Na wieść o kapitulacji austriaków, Karol Albert udał się do Peschiera del Garda, gdzie odznaczył swojego syna Ferdynanda, złotym medalem za męstwo.
W dniu 10 lipca 1848 roku, sycylijski parlament, podczas rewolucji 1848 roku, wybrał Ferdynanda na króla Sycylii o imieniu Albert Amadeusz I, ale on zrzekł się tronu, nie chcąc porzucić armii Piemontu zaangażowanej w pierwszej wojnie o niepodległość w sytuacja wciąż bardzo niepewnej, szczególnie po klęsce pod Custozą. Brał również pod uwagę, że przyjęcie korony Sycylii w wyniku rewolucji może uniemożliwić mu sprawowanie suwerennej władzy.

## Małżeństwo i dzieci
W dniu 22 kwietnia 1850 w Dreźnie poślubił księżniczkę saksońską Elżbietę. Para miała dwoje dzieci:
- Małgorzatę, przyszłą królową Włoch (1851–1926)
- Tomasza, drugiego księcia Genui (1854–1931)

## Ostatnie lata i śmierć
Podczas wojny krymskiej w 1853 roku został wyznaczony do dowodzenia armią, ale jego pogarszający się stan zdrowia nie pozwolił mu na objęcie stanowiska. Jego stan zdrowia nie poprawił się i zmarł w Turynie w 1855 roku. Spoczywa w krypcie królewskiej Bazyliki w Superga, w pobliżu stolicy Piemontu.
Został mu poświęcony jeden z dwóch dziewiętnastowiecznych posągów otaczających wejście do ratusza w Turynie i most Corso Giulio Cesare, który łączy brzegi rzeki Stura di Lanzo.

## Tytuły i odznaczenia
Kawaler Najwyższego Orderu Zwiastowania Najświętszej Marii Panny (Order Annuncjaty) w 1839.
 Kawaler Krzyża Wielkiego Orderu Świętych Maurycego i Łazarza (Włochy)
 Kawaler Krzyża Wielkiego Orderu Korony Włoch
 Złoty Medal za Męstwo Wojskowe
 Srebrny Medal za Męstwo Wojskowe
 Kawaler Honoru i Dewocji Suwerennego Rycerskiego Zakonu Szpitalników św. Jana, z Jerozolimy, z Rodos i z Malty

## Rodowód
| Ferdynand Sabaudzki-Genueński | Ojciec: Karol Albert Sabaudzki         | Dziadek po mieczu: Karol Emanuel Sabaudzki-Carignano | Pradziadek po mieczu: Wiktor Amadeusz II Sabaudzki-Carignano | Prapradziadek po mieczu: Ludwik Wiktor Sabaudzki-Carignano   |
| Ferdynand Sabaudzki-Genueński | Ojciec: Karol Albert Sabaudzki         | Dziadek po mieczu: Karol Emanuel Sabaudzki-Carignano | Pradziadek po mieczu: Wiktor Amadeusz II Sabaudzki-Carignano | Praprababka po mieczu: Krystyna Henryka Heska-Rotenburg      |
| Ferdynand Sabaudzki-Genueński | Ojciec: Karol Albert Sabaudzki         | Dziadek po mieczu: Karol Emanuel Sabaudzki-Carignano | Prababka po mieczu: Józefina Teresa Lotaryńska-Brionne       | Prapradziadek po mieczu: Ludwik III Karol Lotaryński-Brionne |
| Ferdynand Sabaudzki-Genueński | Ojciec: Karol Albert Sabaudzki         | Dziadek po mieczu: Karol Emanuel Sabaudzki-Carignano | Prababka po mieczu: Józefina Teresa Lotaryńska-Brionne       | Praprababka po mieczu: Ludwika Rohan-Rochefort               |
| Ferdynand Sabaudzki-Genueński | Ojciec: Karol Albert Sabaudzki         | Babka po mieczu: Maria Krystyna Kurlandzka           | Pradziadek po mieczu: Karol Saksoński                        | Prapradziadek po mieczu: August III Polski                   |
| Ferdynand Sabaudzki-Genueński | Ojciec: Karol Albert Sabaudzki         | Babka po mieczu: Maria Krystyna Kurlandzka           | Pradziadek po mieczu: Karol Saksoński                        | Praprababka po mieczu: Maria Józefa Austriacka               |
| Ferdynand Sabaudzki-Genueński | Ojciec: Karol Albert Sabaudzki         | Babka po mieczu: Maria Krystyna Kurlandzka           | Prababka po mieczu: Franciszka Krasińska                     | Prapradziadek po mieczu: Stanisław Krasiński                 |
| Ferdynand Sabaudzki-Genueński | Ojciec: Karol Albert Sabaudzki         | Babka po mieczu: Maria Krystyna Kurlandzka           | Prababka po mieczu: Franciszka Krasińska                     | Praprababka po mieczu: Aniela Humiecka                       |
| Ferdynand Sabaudzki-Genueński | Matka: Maria Teresa Habsburg-Toskańska | Dziadek po kądzieli: Ferdynand III Toskański         | Pradziadek po kądzieli: Leopold II Habsburg-Lotaryński       | Prapradziadek po kądzieli: Franciszek I Lotaryński           |
| Ferdynand Sabaudzki-Genueński | Matka: Maria Teresa Habsburg-Toskańska | Dziadek po kądzieli: Ferdynand III Toskański         | Pradziadek po kądzieli: Leopold II Habsburg-Lotaryński       | Praprababka po kądzieli: Maria Teresa Habsburg               |
| Ferdynand Sabaudzki-Genueński | Matka: Maria Teresa Habsburg-Toskańska | Dziadek po kądzieli: Ferdynand III Toskański         | Prababka po kadzieli: Maria Ludwika Burbon-Neapol            | Prapradziadek po kądzieli: Karol III Hiszpański              |
| Ferdynand Sabaudzki-Genueński | Matka: Maria Teresa Habsburg-Toskańska | Dziadek po kądzieli: Ferdynand III Toskański         | Prababka po kadzieli: Maria Ludwika Burbon-Neapol            | Praprababka po kądzieli: Maria Amelia Saksońska              |
| Ferdynand Sabaudzki-Genueński | Matka: Maria Teresa Habsburg-Toskańska | Babka po kądzieli: Luiza Maria Amelia Burbon-Neapol  | Pradziadek po kądzieli: Ferdynand I Dwojga Sycylii           | Prapradziadek po kądzieli: Karol III Hiszpański              |
| Ferdynand Sabaudzki-Genueński | Matka: Maria Teresa Habsburg-Toskańska | Babka po kądzieli: Luiza Maria Amelia Burbon-Neapol  | Pradziadek po kądzieli: Ferdynand I Dwojga Sycylii           | Praprababka po kądzieli: Maria Amelia Saksońska              |
| Ferdynand Sabaudzki-Genueński | Matka: Maria Teresa Habsburg-Toskańska | Babka po kądzieli: Luiza Maria Amelia Burbon-Neapol  | Prababka po kadzieli: Maria Karolina Habsburg-Lotaryńska     | Prapradziadek po kądzieli: Franciszek I Lotaryński           |
| Ferdynand Sabaudzki-Genueński | Matka: Maria Teresa Habsburg-Toskańska | Babka po kądzieli: Luiza Maria Amelia Burbon-Neapol  | Prababka po kadzieli: Maria Karolina Habsburg-Lotaryńska     | Praprababka po kądzieli: Maria Teresa Habsburg               |